# مديرية الاستخبار وأمن الدفاع
 مديرية الإستخبار وأمن الدفاع الفرنسي (بالفرنسية: Direction du renseignement et de la sécurité de la Défense)‏ وتعرف اختصاراَ ب (DPSD)، هذا الاسم إبتدأ من 10 أكتوبر 2016،
مما كان سابقا مديرية الحماية وأمن الدفاع، هو جهاز المخابرات المتاح لوزير القوات المسلحة لتولي مسؤولياته في امور امن الافراد والمعلومات والمعدات والمنشآت الحساسة. "
تستمد شرعيتها من خضوعها المباشر للوزير ومعرفتها بمجتمع الدفاع الذي هي جزء منه. يغطي «مجال اختصاصها القوات المسلحة وإدارة التسليح العامة والخدمات الدفاعية والشركات الصناعية المرتبطة بالدفاع بموجب عقد، أي ما يقرب من 450.000 شخص بينهم 80.000 مدني من الدفاع».
المهمة الرئيسية للخدمة هي التدخل المضاد لـلدفاع. يحدد ويقيم جميع المخاطر والتهديدات الجهات الفاعلة من مجتمع الدفاع. شعارها هو «أبلغ للحماية».
عضو في مجتمع المخابرات الفرنسي، يعمل بشكل وثيق مع أجهزة المخابرات الفرنسية الأخرى، لا سيما من خلال مجلس المخابرات الوطني (CNR).
مديرية الإستخبار وأمن الدفاع تحكمها المواد من د 3126-5 إلى د 3126-9 من قانون الدفاع. جهاز المخابرات هذا، الذي تم تشكيله من الناحية القانونية، ليس له سلطة قضائية.

## المدراء
1. الجينرال ميشيل جورانت (من 26 نوفمبر 1981 إلى 31 أغسطس 1982)
2. الجينرال أرماند ووترين (من 1 سبتمبر 1982 إلى 13 ديسمبر 1984)
3. الجينرال جان لوي ديبر (من 1 مارس 1985 إلى 30 سبتمبر 1987)
4. الجينرال بيير ديفيمي (من 1 أكتوبر 1987 إلى 23 فبراير 1989)
5. الجينرال أنطونيو جيروم (من 24 فبراير 1989 إلى 10 أكتوبر 1990)
6. الجينرال رولاند غيوم (من 11 أكتوبر 1990 إلى 9 أغسطس 1997)
7. الجينرال كلود أسينسي (من 10 أغسطس 1997 إلى 10 سبتمبر 2000)
8. الجينرال دومينيك كونورت (من 11 سبتمبر 2000 إلى 1 أغسطس 2002)
9. الجينرال ميشيل بارو (من 1 أكتوبر 2002 إلى 30 يونيو 2005)
10. الجينرال دينيس سيربوليت (من 1 يوليو 2005 إلى 31 يوليو 2008)
11. الجينرال ديدييه بوليلي (من 1 أغسطس 2008 إلى 18 مارس 2010)
12. الجينرال أنطوان كرو (من 12 أبريل 2010 إلى 30 نوفمبر 2012)
13. الجينرال جان بيير بوسر (من 1 ديسمبر 2012 إلى 31 أغسطس 2014)
14. الجينرال جان فرانسوا هوجارد (من 1 سبتمبر 2014 إلى 31 أغسطس 2018)
15. الجينرال إريك بوكيه (منذ 1 سبتمبر 2018)

## عدد الموظفون والعمال
في عام 2020، وظفت دائرة الإغاثة والخدمات الاجتماعية 1523 شخصًا بدوام كامل وتزايدت هذه الأرقام بكثرة منذ هجمات كانون الثاني (يناير) وتشرين الثاني (نوفمبر) 2015، بعد انخفاض مستمر منذ عام 2010:
2013: 1044 (بينهم 37 مدنيًا من الفئة أ و 210 ضابطًا).
2014: 1014
2015: 1069
2016: 1160
2017: 1328

## روابط خارجية
- DPSD على FAS.org
- قسم DPSD من موقع وزارة الدفاع الفرنسية